# Ga Mihara
Ga Mihara (三原駅 Mihara-eki) là một ga đường sắt ở Mihara, Hiroshima, Nhật Bản, do West Japan Railway Company (JR West) vận hành.

## Các tuyến
Ga Mihara phục vụ các tuyến JR West sau.
- Sanyo Shinkansen
- Sanyo Main Line
- Kure Line

## Các ga lân cận
| «                | «                | Dịch vụ          | »                 | »                 |
| Sanyo Shinkansen | Sanyo Shinkansen | Sanyo Shinkansen | Sanyo Shinkansen  | Sanyo Shinkansen  |
| ---------------- | ---------------- | ---------------- | ----------------- | ----------------- |
| Shin-Onomichi    | Shin-Onomichi    | -                | Higashi-Hiroshima | Higashi-Hiroshima |
| Sanyo Main Line  |                  |                  |                   |                   |
| Ga cuối          |                  | Nhanh            |                   | Hongō             |
| Itozaki          |                  | Địa phương       |                   | Hongō             |
| Kure Line        |                  |                  |                   |                   |
| Ga cuối          |                  | Địa phương       |                   | Sunami            |